# Lycaena conjugens
Lycaena conjugens är en fjärilsart som beskrevs av Lucas 1889. Lycaena conjugens ingår i släktet Lycaena och familjen juvelvingar. Inga underarter finns listade i Catalogue of Life.